# Minjan
Minjan (hebrejsko מנין‎) je kvorum desetih Judov starih nad trinajst let, ki je nujen za javne molitvene obrede in branje besedil Tore. Pravoverni Judi tradicionalno priznavajo minjan sestoječ iz desetih moških predstavnikov, medtem ko Konzervativno in Reformirano judovstvo za minjan priznava tudi ženske udeleženke.

## Izvor
Obstaja več razlag razvoja kvorumske kvote med Judi. Ena od teh se opira na Abrahamovo prošnjo za pogubljeno Sodomo. Ta se je pogajal z Bogom o številu pravičnih prebivalcev, ki bi rešili Jeruzalem pred uničenjem. Abraham je predlagal število petdeset, pri desetih pa se je nehal pogajati. Menil je, da manj kakor deset ne pomeni pravične skupnosti niti v najbolj sprijenem mestu.

## Današnji pomen
Judovske sekte pomen minjana dandanes medsebojno razlagajo drugačno. Ortodoksne skupnosti pri kvorumu ne upoštevajo žensk, v večini liberalnejših sinagog pa so upoštevane. 